# Christence Juul
Christence Juul, född 1585, död 1659, var en dansk adelsdam och författare. 
Hon var dotter till Anne Stygge Thomesdatter och Niels Axelsen Juul af Kongstedlund och gifte sig 1621 med Hans Krabbe af Søgård. Hon skrev en sångbok innefattande 56 sånger, som tillhör den grupp på 35 böcker av samma slag som finns bevarade från danskt 1500- och 1600-tal. 